# Орден Светог Марка
Орден Светог Марка био је млетачки орден. Једини је витешки орден који је додељивала Млетачка република.
Одликовање је додељивао лично Дужд или сенат. Претпоставља се да је орден додељиван од 788 или 1180 па до пада републике маја 1797. Постојала су сребрна и златна класа ордена. Орден је именован по Светом Марку Јеванђелисти.
Витезове је именовао дужд који би наслонио мач на њихова рамена уз изговарање Esto miles fidelis (Бићеш верни витез).
Србин из Далмације ускочки вођа Стојан Јанковић био је носилац овог ордена.